# لب‌گردهای چینی
لب‌گردهای چینی (نام علمی: Sinocyclocheilus) نام یک سرده از تیره کپورماهیان است.